# Siete canciones populares españolas
Les Siete Canciones Populares Españolas són set composicions escrites per a veu i piano, en forma de lied, que representen diferents caràcters del folklore musical espanyol. Van ser compostes per Manuel de Falla el 1914 poc abans de la tornada d'una estança de set anys a París i estrenades el 1915 a l'Ateneo de Madrid per la cantant Lluïsa Vela i el mateix autor al piano. Les set peces es componen de dues invencions pròpies (Nana i Jota) i cinc cançons tretes dels cançoners populars de l'època (Paño Moruno, Seguidilla Murciana, Canción, Polo i Asturiana).

## Context històric

### El corrent folklorista
A finals del segle xix la situació de la música a Espanya s'enfrontava a una crisi de valors. Ja des de finals del s.XVIII havia quedat fora de la universitat i la revolució cultural que havia portat la generació del 98 considerava la música com a part culpable de la decadència del país. La producció musical es concentrava en dos gèneres: al teatre líric de gust italià, amb dos centres principals, el Teatro Real de Madrid i al Liceu de Barcelona; i a la sarsuela, on els compositors nacionals eren acceptats pel públic de l'època. La música simfònica era gairebé inexistent i la de cambra es reduïa a petits grups d'aficionats que feien trobades de caràcter privat.
Però al llarg del segle sorgeix un grup d'intel·lectuals que intenta recuperar l'estatus de la música mitjançant la cerca de l'essència popular, impulsats pel romanticisme musical europeu i per la tímida entrada de les obres de Richard Wagner als escenaris del país. Es comencen a fer recerques folklòriques per tal de trobar cançons i melodies "pures"; comencen a sorgir cançoners i recopilacions de temes populars en tot el territori, de transcripcions melòdiques i de lletres cantades.
La figura més representativa d'aquest moviment és Felip Pedrell (1841-1922) que va influenciar a molts dels músics i teòrics del moment (Albéniz, Granados i Falla van ser alumnes seus). Se'l va arribar a anomenar el "Wagner espanyol" tot i que la seva escola va quedar més a un nivell teòric que no pràctic perquè a les seves partitures no sembla aconseguir els resultats esperats; a més, els seus deixebles van crear obres tècnicament deslligades dels ensenyaments del seu mestre. El que sí que va inculcar va ser les idees de recuperació del folklore respectant les particularitats pròpies de la regió i derivant l'harmonia des de la mateixa línia melòdica.

### París
La mateixa pressa de consciència de la música espanyola com a tal, fa que els autors s'apropin amb més decisió a les experiències europees. A finals del s.XIX y principis del s.XX és el punt àlgid d'intercanvi entre la música espanyola i la música francesa. Albéniz, Granados, Turina y Falla, entre d'altres, fan estades a París. És l'època de Debussy y de Ravel, autors que va conèixer Falla als seus anys d'estada a la capital francesa (1907-1914) i que van ser de gran influència per a ell: Van ser una lecció de llibertad improvisadora (en relació al llenguatge musical clàssic-romàntic alemany i l'acadèmica i acompasada recuperació folclòrica de Pedrell), de noves formes d'escritura (sobretot pianístiques), i en el cas particular de Falla, de compenetració entre la música francesa i l'espanyola però amb un resultat d'absoluta originalitat.
A principis del s.XX la capital francesa estava immersa en l'impressionisme musical per la forta influència de Debussy i més tard de Ravel. A l'obra del primer es troba una recerca per a la dissolució de la solidesa i la grandiositat del romanticisme alemany tardà, fent ús d'una varietat de sistemes tonals i difuminant el sistema rítmic amb llargues pauses i repetides suspensions. Debussy va fer de París la "capital de l'esperit"; Ravel es va trobar un ambient propici per al pas cap a la "música pura". Els seus ambients espanyols i l'actitud somiadora de les seves peces van ser un punt d'influència per a Falla que també va adoptar l'escriptura orquestral de colors purs amb la pulsació ritmica continuada característica de l'autor francès.
A les Siete Canciones Populares Españolas es clarifica la relació entre el compositor culte i el material folclòric. Aquí Falla renuncia a la inserció de formes populars a l'àmbit de la tradició culta tonal y accepta les característiques originals de l'hamonia formada sobre la base de la guitarra andalusa o la melodia arabesca. Seguint aquest concepte, també prendran forma el ballet El Amor Brujo (1914) i El Sombrero de Tres Picos (1919).

## Estructura Formal[13][14]
| CANÇO               | ELEMENTS FORMALS | ELEMENTS FORMALS | ELEMENTS FORMALS | ELEMENTS FORMALS | ELEMENTS FORMALS | ELEMENTS FORMALS | ELEMENTS FORMALS | ELEMENTS FORMALS | ELEMENTS FORMALS | ELEMENTS FORMALS | ELEMENTS FORMALS | FORMA VOCAL     |
| Paño Moruno         | Pianístics       | Pianístics       | Pianístics       | Pianístics       | Pianístics       | Pianístics       | Pianístics       | Pianístics       | Vocals           | Vocals           | Vocals           | A-A’-Coda       |
| Paño Moruno         | Intro.           | Enlace           | Enlace           | Enlace           | Enlace           | Enlace           | Coda             | Coda             | Seccs.           | Seccs.           | Coda             | A-A’-Coda       |
| Paño Moruno         | 1-22             |                  |                  |                  |                  |                  |                  |                  |                  |                  |                  | A-A’-Coda       |
| Paño Moruno         |                  |                  | A 23-40          |                  |                  |                  |                  |                  |                  |                  |                  | A-A’-Coda       |
| Paño Moruno         | 41-45            |                  |                  |                  |                  |                  |                  |                  |                  |                  |                  | A-A’-Coda       |
| Paño Moruno         |                  | A’46-63          |                  |                  |                  |                  |                  |                  |                  |                  |                  | A-A’-Coda       |
| Paño Moruno         |                  |                  | 64-76            | 64-76            | 64-76            |                  |                  | 68-75            |                  |                  |                  | A-A’-Coda       |
| Paño Moruno         |                  |                  |                  |                  |                  |                  |                  |                  |                  |                  |                  | A-A’-Coda       |
| Seguidilla Murciana | 1-2              | 1-2              |                  |                  |                  |                  |                  |                  |                  |                  |                  | A-A-Coda        |
| Seguidilla Murciana |                  |                  |                  |                  |                  |                  | A 3-7            |                  |                  |                  |                  | A-A-Coda        |
| Seguidilla Murciana |                  | 8-10             |                  |                  |                  |                  |                  |                  |                  |                  |                  | A-A-Coda        |
| Seguidilla Murciana |                  |                  |                  |                  |                  |                  | 11-19            |                  |                  |                  |                  | A-A-Coda        |
| Seguidilla Murciana |                  | 20-22            |                  |                  |                  |                  |                  |                  |                  |                  |                  | A-A-Coda        |
| Seguidilla Murciana |                  |                  |                  |                  |                  |                  | 23-31            |                  |                  |                  |                  | A-A-Coda        |
| Seguidilla Murciana |                  | 32-34            |                  |                  |                  |                  |                  |                  |                  |                  |                  | A-A-Coda        |
| Seguidilla Murciana |                  |                  |                  |                  |                  |                  | A 35-39          |                  |                  |                  |                  | A-A-Coda        |
| Seguidilla Murciana |                  | 40-42            |                  |                  |                  |                  |                  |                  |                  |                  |                  | A-A-Coda        |
| Seguidilla Murciana |                  |                  |                  |                  |                  |                  | 43-51            |                  |                  |                  |                  | A-A-Coda        |
| Seguidilla Murciana |                  | 52-54            |                  |                  |                  |                  |                  |                  |                  |                  |                  | A-A-Coda        |
| Seguidilla Murciana |                  |                  |                  |                  |                  |                  | 55-63            |                  |                  |                  |                  | A-A-Coda        |
| Seguidilla Murciana |                  |                  | 64-69            | 64-69            |                  |                  |                  |                  |                  | 67-69            | 67-69            | A-A-Coda        |
| Seguidilla Murciana |                  |                  |                  |                  |                  |                  |                  |                  |                  |                  |                  | A-A-Coda        |
| Asturiana           | 1-7              | 1-7              |                  |                  |                  |                  |                  |                  |                  |                  |                  | A-A             |
| Asturiana           |                  |                  |                  |                  |                  |                  | A 8-18           |                  |                  |                  |                  | A-A             |
| Asturiana           |                  | 19-20            |                  |                  |                  |                  |                  |                  |                  |                  |                  | A-A             |
| Asturiana           |                  |                  |                  |                  |                  |                  | A 21-31          |                  |                  |                  |                  | A-A             |
| Asturiana           |                  | 32-38            |                  |                  |                  |                  |                  |                  |                  |                  |                  | A-A             |
| Asturiana           |                  |                  |                  |                  |                  |                  |                  |                  |                  |                  |                  | A-A             |
| Jota                | 1-32             | 1-32             |                  |                  |                  |                  |                  |                  |                  |                  |                  | A-A-Coda        |
| Jota                |                  |                  |                  |                  |                  |                  | A33-60           |                  |                  |                  |                  | A-A-Coda        |
| Jota                |                  | 61-90            |                  |                  |                  |                  |                  |                  |                  |                  |                  | A-A-Coda        |
| Jota                |                  |                  |                  |                  |                  |                  | A 91-118         |                  |                  |                  |                  | A-A-Coda        |
| Jota                |                  |                  |                  |                  | 119-144          | 119-144          | 119-144          |                  |                  | 140-143          | 140-143          | A-A-Coda        |
| Jota                |                  |                  |                  |                  |                  |                  |                  |                  |                  |                  |                  | A-A-Coda        |
| Nana                | 1-2              | 1-2              |                  |                  |                  |                  |                  |                  |                  |                  |                  | A-A’            |
| Nana                |                  |                  |                  |                  |                  |                  | A 3-10           |                  |                  |                  |                  | A-A’            |
| Nana                |                  |                  |                  |                  |                  |                  | A’ 11-19         |                  |                  |                  |                  | A-A’            |
| Nana                |                  | 20               |                  |                  |                  |                  |                  |                  |                  |                  |                  | A-A’            |
| Nana                |                  |                  |                  |                  |                  |                  |                  |                  |                  |                  |                  | A-A’            |
| Canción             | 1-2              | 1-2              |                  |                  |                  |                  |                  |                  |                  |                  |                  | A-A             |
| Canción             |                  |                  |                  |                  |                  |                  | A 3-15           |                  |                  |                  |                  | A-A             |
| Canción             |                  | 16-17            |                  |                  |                  |                  |                  |                  |                  |                  |                  | A-A             |
| Canción             |                  |                  |                  |                  |                  |                  | A 18-30          |                  |                  |                  |                  | A-A             |
| Canción             |                  | 31-32            |                  |                  |                  |                  |                  |                  |                  |                  |                  | A-A             |
| Canción             |                  |                  |                  |                  |                  |                  |                  |                  |                  |                  |                  | A-A             |
| Polo                | 1-4              | 1-4              |                  |                  |                  |                  |                  |                  |                  |                  |                  | Intr. A-A’-Coda |
| Polo                |                  |                  |                  |                  |                  |                  | Intr. 5-12       |                  |                  |                  |                  | Intr. A-A’-Coda |
| Polo                |                  | 13-31            |                  |                  |                  |                  |                  |                  |                  |                  |                  | Intr. A-A’-Coda |
| Polo                |                  |                  |                  |                  |                  |                  | A32-54           |                  |                  |                  |                  | Intr. A-A’-Coda |
| Polo                |                  | 55-65            |                  |                  |                  |                  |                  |                  |                  |                  |                  | Intr. A-A’-Coda |
| Polo                |                  |                  |                  |                  |                  |                  | A’ 66-80         |                  |                  |                  |                  | Intr. A-A’-Coda |
| Polo                |                  |                  |                  |                  | 83-89            | 83-89            | 83-89            |                  |                  | 81-84            | 81-84            | Intr. A-A’-Coda |
| Polo                |                  |                  |                  |                  |                  |                  |                  |                  | 86-88            |                  |                  | Intr. A-A’-Coda |
| Polo                |                  |                  |                  |                  |                  |                  |                  |                  |                  |                  |                  | Intr. A-A’-Coda |
|                     |                  |                  |                  |                  |                  |                  |                  |                  |                  |                  |                  |                 |